# Ambrakia

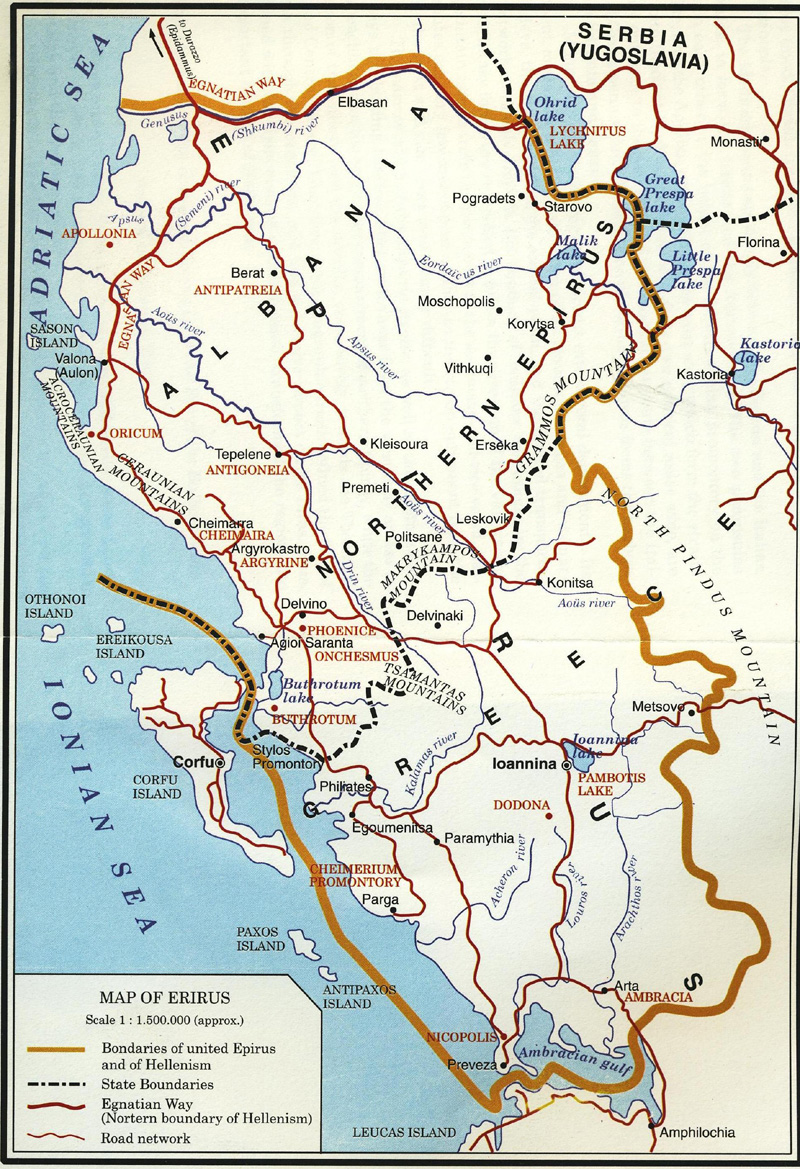
Karta över Epirus, Ambrakia i sydost.

Ambrakia (grekiska Ἀμπρακία, latin Ambracia, nu Arta) var en betydande stad i antikens Epirus, vid floden Árachthos Potamós, på något avstånd från Ambrakiska viken (Sinus Ambracius, nu Artaviken). Ambrakia anlades omkring 630 f. Kr. av korinthiska nybyggare under ledning av Kypselos son Gorgos. Staden regerades i begynnelsen av kypselider, men fick senare en demokratisk författning, trädde i förbund med Aten och blev inbegripet i de stora krig som skakade Grekland (det peloponnesiska kriget och krigen mot de makedonska kungarna). Ambrakia fick under konung Filip II av Makedonien en makedonsk besättning.
Pyrrhos gjorde Ambrakia till säte för konungarna i Epirus och smyckade staden med många praktbyggnader och konstverk. 189 f. Kr. erövrade och plundrade romarna under Marcus Fulvius Nobilior staden och förde många av dess konstverk till Rom. När sedan Augustus grundade Nikopolis, dit en del av Ambrakias invånare förflyttades, förlorade staden helt sin betydelse.